# Волков, Евдоким Денисович
Евдоки́м Дени́сович Во́лков (1922, Короткие —1943) — старший лейтенант Рабоче-крестьянской Красной Армии, участник Великой Отечественной войны, Герой Советского Союза (1943).

## Биография
Евдоким Волков родился 9 марта 1922 года в деревне Короткие (ныне Почепского района Брянской области) в семье крестьянина. В 1933 году вместе с семьёй переехал на хутор Ново-Пеховский Тбилисского района Краснодарского края. Окончил среднюю школу-семилетку. В 1941 году был призван на службу в Рабоче-крестьянскую Красную Армию. В 1942 году окончил пехотное училище и был направлен на фронт. Принимал участие в боях на Юго-Западном, Сталинградском и Центральном фронтах. Участвовал в Сталинградской битве, Севской операции, Курской битве и битве за Днепр. К октябрю 1943 года старший лейтенант Евдоким Волков командовал миномётной ротой 685-го стрелкового полка 193-й стрелковой дивизии 65-й армии Центрального фронта. Отличился во время освобождения Гомельской области Белорусской ССР.
Рота Волкова отбила две вражеские атаки на западном берегу реки Сож. В бою Волков лично уничтожил 10 вражеских солдат и офицеров. В ходе форсирования Днепра рота своим огнём поддержала десантный батальон, поспособствовав ему в захвате плацдарма. 15 октября 1943 года Волков погиб в бою у села Крупейки. Похоронен в братской могиле в посёлке Лоев Гомельской области.
Указом Президиума Верховного Совета СССР от 30 октября 1943 года за «образцовое выполнение боевых заданий командования на фронте борьбы с немецкими захватчиками и проявленные при этом мужество и героизм» старший лейтенант Евдоким Волков посмертно был удостоен высокого звания Героя Советского Союза. Также был награждён орденом Ленина и медалью «За отвагу». 

## Награды и звания
- Герой Советского Союза (1943, посмертно)
- Орден Ленина
- Медаль «За отвагу»

## Память
- В честь Волкова названы улицы в Лоеве и селе Ново-Пеховское Краснодарского края[1].
- На Аллее Героев в г. Почеп Брянской области установлен бюст Героя.